# یواس‌اس او-۵ (اس‌اس-۶۶)
یواس‌اس او-۵ (اس‌اس-۶۶) (به انگلیسی: USS O-5 (SS-66)) زیردریایی که طول آن ۱۷۲ فوت ۴ اینچ (۵۲٫۵۳ متر) می باشد. این زیردریایی در سال ۱۹۱۷ ساخته شده است.